# Helmuth Schönauer

Helmuth Schönauer (2013)

Helmuth Schönauer (* 23. September 1953 in Innsbruck) ist Schriftsteller und war bis 2019 Bibliothekar an der Universität Innsbruck.

## Leben und Werk
Schönauer ist Essayist, Lyriker und Romancier. In seinen Romanen beschreibt er das Alltagsgeschehen skurriler Randfiguren auf dem Weg nach oben. Als Rezensent der Tiroler Gegenwartsliteratur ist er Vertreter der „low lectured edition“. Nach dieser These entsteht fiktionale Literatur aus einer leichten Lektorierung alltäglicher Gebrauchstexte, da Literatur ohnehin bloß zeitlich und regional begrenzt Verbreitung findet. 
Als Essayist ist Schönauer Satiriker und vehementer Kritiker eines überbordenden Tourismus und einer alles vereinnahmenden Tourismuswirtschaft.
Bekannt ist Helmuth Schönauer im Literaturbetrieb besonders für seine umfangreiche Rezensionstätigkeit. Im sechsbändigen Tagebuch eines Bibliothekars sind knapp 5000 Rezensionen aus den Jahren 1982–2018 zu einem durchgehenden Fließtext zusammengefasst, der chronologisch nach Erscheinungsweise der rezensierten Bücher geordnet ist. Die jeweiligen Register sind in bibliothekarischen Verbundsystemen vernetzt, so dass die besprochenen Bücher leicht auch einzeln ausfindig gemacht werden können. Seit seiner Pensionierung als Bibliothekar setzt Schönauer die Reihe als Buch in Pension fort.
Im Sammelband „Einer hält durch“ drehen Autorenkollegen, Freunde und Wegbegleiter von Helmuth Schönauer den Spieß um und würdigen den Autor in einer Anti-Festschrift.
Die Republik Österreich führte mehrere Prozesse (siehe Pontlatz.Gericht.Literatur) wegen des „Vorwurfs der üblen Nachrede gegen das Bundesheer“ gegen Helmuth Schönauer, die mit Freisprüchen endeten, da das Landesgericht Innsbruck feststellte, dass es sich bei dem Werk, das Auslöser der Klage war, um ein Kunstwerk handelt. Helmuth Schönauer bezeichnet sich seither als „gerichtlich anerkannter Schriftsteller“. Er ist Mitglied der Grazer Autorinnen Autorenversammlung.

## Auszeichnungen
- 1984 Kunstpreis der Stadt Innsbruck für Lyrik
- 1990 Buchprämie des Bundesministeriums für Unterricht und Kunst für Vergessliche Reiter. Pferdegedichte
- 2016 Buchprämie des Bundeskanzleramts für Krautig. 13 Kleinromane, welche die Tiroler ums Verrecken nicht schreiben wollen

## Werke
- Leck Tirol. Aus einem kaputten Lokalsender. Mit Höhlenzeichnungen. Verlag Hannes Hofinger, St. Johann in Tirol 2025.
- over-tyroled. Geheimnisse aus Trash-Tirol mit touristischen Höhlenzeichnungen. Verlag Hannes Hofinger, St. Johann 2024, ISBN 978-3-9505593-0-9.
- Buch in Pension. Tagebuch eines pensionierten Bibliothekars 5. 100 Rezensionen aus dem Jahr 2023. Mit einem Vorwort von Sophie Reyer. Sisyphus-Verlag, Klagenfurt 2024, ISBN 978-3-903125-83-4.
- Anmache. Abmache. Geschehnisse aus dem Öffi-Milieu mit erhellenden Höhlenzeichnungen. Verlag Hannes Hofinger, St. Johann 2023, ISBN 978-3-9505074-7-8.
- Buch in Pension. Tagebuch eines pensionierten Bibliothekars 4. 150 Rezensionen aus dem Jahr 2022. Mit einem Vorwort von Ronald Pohl. Sisyphus-Verlag, Klagenfurt 2023, ISBN 978-3-903125-77-3.
- Verhunzungen und Warnungen. Geschichten, entblätterte Geschichten, verwurstete Geschichten.  Verlag Hannes Hofinger, St. Johann/Tirol 2022, ISBN 978-3-9505074-4-7.
- Buch in Pension. Tagebuch eines pensionierten Bibliothekars 3. 150 Rezensionen aus dem Jahr 2021. Mit einem Vorwort von Elias Schneitter. Sisyphus-Verlag, Klagenfurt 2022, ISBN 978-3-903125-65-0.
- Antriebsloser Frachter vor Norwegen. Austrian Beat. Lesefehler im Bordbuch. Edition BAES, Zirl 2021, ISBN 978-3-9519872-8-6.
- Poller im Schatten. Lyrische Bordbuch-Eindellungen aus 2020. Edition Art Science, St. Wolfgang 2021, ISBN 978-3-903335-12-7.
- Buch in Pension. Tagebuch eines pensionierten Bibliothekars 2. 130 Rezensionen aus dem Jahr 2020. Mit einem Vorwort von Gerhard Ruiss. Sisyphus-Verlag, Klagenfurt 2021, ISBN 978-3-903125-54-4.
- Outlet. Shortstorys zum Überleben. Mit Fotos von Hannes Hofinger. Verlag Hannes Hofinger, St. Johann 2021, ISBN 978-3-9504205-8-6.
- Verniedlichte Höhe. Lyrik der Gegenwart 90.  Edition Art Science,  St. Wolfgang 2020, ISBN 978-3-903335-01-1.
- Buch in Pension. Tagebuch eines pensionierten Bibliothekars 1. Hundert Rezensionen aus dem Jahr 2019. Mit einem Vorwort von Winfried Gindl. Sisyphus-Verlag, Klagenfurt 2020, ISBN 978-3-903125-44-5.
- Kinder von tätowierten Müttern schreien besonders laut. Lyrik der Gegenwart 83. Edition Art Science, St. Wolfgang 2019, ISBN 978-3-902864-91-8.
- Tagebuch eines Bibliothekars. Band VI, 2016–2018. Sisyphus-Verlag, Klagenfurt 2019, ISBN 978-3-903125-35-3.
- Nie wieder Tirol. [Kampf-Roman]. Edition BAES, Zirl 2018, ISBN 978-3-9504419-6-3.
- Aftero und Aftera. Tiroler Gegenwartsliteratur in Anekdoten. Kyrene, Innsbruck/Wien 2018, ISBN 978-3-902873-63-7.
- Krautig. 13 Kleinromane, welche die Tiroler ums Verrecken nicht schreiben wollen. Kyrene, Innsbruck/Wien 2016, ISBN 978-3-902873-56-9.
- Tagebuch eines Bibliothekars. Band V, 2013–2015. Sisyphus-Verlag, Klagenfurt 2016, ISBN 978-3-901960-83-3
- Tagebuch eines Bibliothekars. Band IV, 2009–2012. Sisyphus-Verlag, Klagenfurt 2016, ISBN 978-3-901960-82-6
- Tagebuch eines Bibliothekars. Band III, 2004–2008. Sisyphus-Verlag, Klagenfurt 2016, ISBN 978-3-901960-81-9
- Tagebuch eines Bibliothekars. Band II, 1999–2003. Sisyphus-Verlag, Klagenfurt 2015, ISBN 978-3-901960-80-2
- Tagebuch eines Bibliothekars. Band I, 1982–1998. Sisyphus-Verlag, Klagenfurt 2015, ISBN 978-3-901960-79-6
- Blitz und Koma. Materialien zur Tiroler Gegenwartsliteratur 2000–2014. Innsbruck/Wien 2014
- Der Mitterweg ist ausweglos. Poem vom Rand der Stadt. Innsbruck/Wien 2013
- Durnitalien. Südtiroler Provinzroman. Innsbruck/Wien 2012
- Hohl und schön. Pixel-Roman. Innsbruck/Wien 2011
- After Hofer. Mit Illustrationen von Bertram Haid. Zirl 2010
- Schluiferers Erben. Erweiterte Fassung. Innsbruck 2009
- Ich war ein Arschloch. Roman, Klagenfurt 2008
- Die Geilheit der Tage. Geschönte Gedichte, Innsbruck 2008
- Tirol-Kamasutra. 100 Stellungen der Tirolerinnen und Tiroler. Mit hautnahen Stellungsskizzen des BAES-Zeichners Bertram Haid. Zirl 2006
- Verafterung. Roman, Innsbruck 2005
- Afterschock. Schwere HTML-Gedichte, Klagenfurt 2005
- Bürger Metzger Meisterin. Roman, Innsbruck 2004
- Die Vollbeschäftigung der Sinne. Gefräste Gedichte, Baden 2003
- Der eingecremte Blick auf Vilnius. Roman, Wien 2002
- Tiroler Heimatbuch, Wien 2000
- Speckbachers Nachlassen, Innsbruck 2000
- Der Notstand des Generals Eyer, Klagenfurt 1999
- Rotz und Wasser, Innsbruck 1999
- Graukas. Gedichte, Baden 1997
- Volkspraxis, Innsbruck 1997
- Schluiferers Erben, Innsbruck 1992
- Vergessliche Reiter. Pferdegedichte, Innsbruck 1990
- Pontlatz.Gericht.Literatur, Innsbruck 1988
- Essig und Oel. Materialien zur Tiroler Gegenwartsliteratur, Innsbruck 1988
- Muff. Teig. Provinz. Erzählung. Roman, Innsbruck 1987

## Herausgeberschaft
- Austrian Beat 2. Elias Schneitter, Helmuth Schönauer, Stefanie Pointl (Hrsg.): Edition BAES, Zirl 2023, ISBN 978-3-9505283-5-0.
- Hans Haid. Wucht und Unwucht. Literaturpartikel, Lesebuch. Hrsg. und mit einem Nachwort von Helmuth Schönauer. Innsbruck 2000, ISBN 3-7066-2238-6
- Tiroler Identitäten, Heinrich Klier. Bergsteiger, Journalist, Dichter, Freiheitskämpfer und Unternehmer. Mit Beiträgen von Walter Klier, Helmuth Schönauer, Christine Riccabona, Anton Unterkircher, Heinrich Klier. Innsbruck 2006, ISBN 978-3-900009-21-2
- Tiroler Identitäten, Romed Mungenast. Dichter, Forscher und Aktivist. Mit Beiträgen von Erich Hackl, Thomas Huonker, Romed Mungenast, Gerald Nitsche, Christine Riccabona, Sieglinde Schauer-Glatz und Helmuth Schönauer. Innsbruck 2007, ISBN 978-3-900009-22-9
- Tiroler Identitäten, Wolfgang Pfaundler. Fotograf, Volkskundler, Freiheitskämpfer und Herausgeber von „das Fenster“. Mit Beiträgen von Paul Flora, Alois Hotschnig, Walter Methlagl, Felix Mitterer, Gertrud Spat und Hannes Weinberger. Innsbruck 2007, ISBN 978-3-900009-23-6
- Tiroler Identitäten, Café Central. Kaffeehaus, Lesegasthaus, erweitertes Büro und Wohnzimmer. Mit Beiträgen von Arthur & Ludwig, Bertram Haid, Magdalena Kauz, Martin Kolozs, Elias Schneitter, Christoph Simon u. a. Innsbruck 2009, ISBN 978-3-900009-61-8
- Elias Schneitter & Helmuth Schönauer (Hrsg.): Austrian Beat. 27 österreichische Autorinnen und Autoren, die mit dem „Beat“ in Verbindung stehen. Edition BAES, Zirl 2018, ISBN 978-3-9504419-5-6.

## Hörfunk
- Peter Angerer: Ein Wärter dieser besonderen Welt. Der Bibliothekar und Schriftsteller Helmuth Schönauer. In: ORF Tonspuren. 10. März 2006. Wiederholung 19. März 2006.
- Rainer Perle: Helmuth Schönauer in der Nahaufnahme. In: ORF Tirol. 14. Februar 2016.

## Kolumnen
- Freund und Feind. In: Treibhaus, Innsbruck 2006–2018.
- Morgenmoderator. In: Alpenfeuilleton, Innsbruck 2021 ff.
- Stichpunkt. In: schoepfblog, Innsbruck 2021 ff.
- Wetterfühlig. In: WasWannWo. Programmheft für Kultur in Südtirol. Bozen 2013–2014.

## Digitale Bibliothek
- Der Brenner brennt, ULB Tirol
- Essig und Oel, ALO
- Freiheit und Transit, ALO
- Graukas, ULB Tirol
- Die Hofer-Brothers, ALO
- Muff-Teig-Provinz, ULB Tirol
- Tirol-Kamasutra, ULB Tirol
- Vergeßliche Reiter, ULB Tirol
- Wurst, ULB Tirol